# دهستان آنتسلا
دهستان آنتسلا (به لاتین: Antsla Parish) یک دهستان در استونی است که در شهرستان وورو واقع شده‌است.

## خصوصیات
دهستان آنتسلا ۲۷۰٫۷۹ کیلومترمربع مساحت و ۴٬۱۹۰ نفر جمعیت دارد.

## خواهرخوانده
شهر Perho خواهرخواندهٔ دهستان آنتسلا هست.